# Señorío de Rayol
El Señorío de Rayol (en francés: Domaine du Rayol), es un arboreto y jardín botánico de unas 7 hectáreas de extensión en Rayol-Canadel-sur-Mer, Francia.
La villa de 1925 está inscrita en el inventario suplementario de los monumentos históricos del 29 de junio de 1994. Paralelamente, el jardín es objeto de una atención particular: pre-inventariado con el título de los jardines notables de Francia « jardins remarquables», y atribución de la etiqueta « "Patrimoine du XXe siècle"».

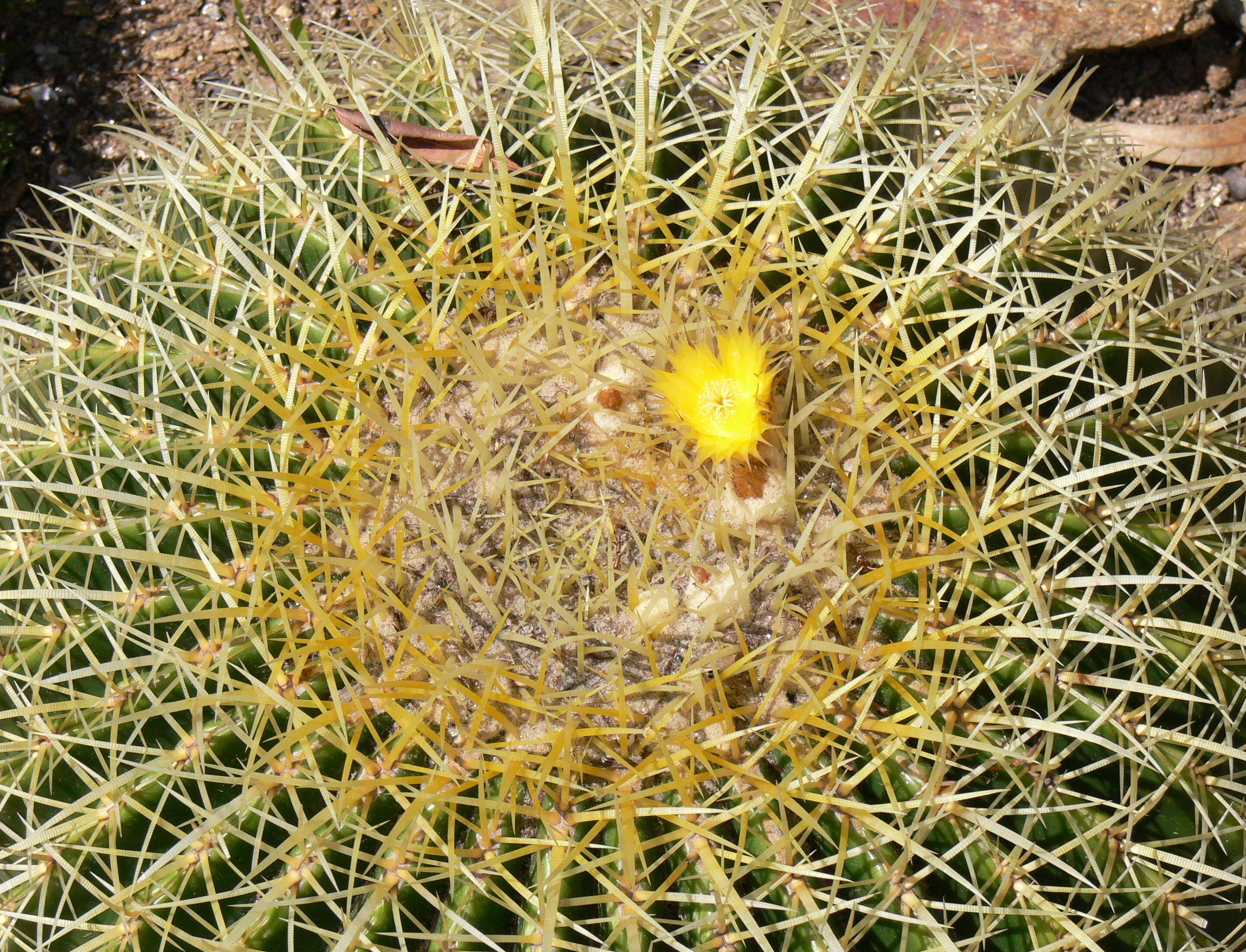
Flor de Kroenleinia grusonii.

## Localización
Se ubica sobre la cornisa del "Massif des Maures".
Domaine du Rayol Rayol-Canadel-sur-Mer Département de Var, Provence-Alpes-Côte d'Azur, France-Francia.
Planos y vistas satelitales.43°9′19.44″N 6°28′50.16″E / 43.1554000, 6.4806000
Está abierto a diario, se paga una tarifa de entrada.

## Historia
La historia del señorío es antigua, comienza en el año 1910, cuando el rico banquero parisiense  Alfred-Théodore Courmes hizo construir un bonito chalet de estilo Art nouveau rodeado de un jardín exótico así como de una monumental pérgola.
En 1940 la Sra. Courmes vendió la finca al ingeniero aeronáutico Henri Potez, que restauró los edificios y construyó una escalera desde la pérgola hasta el mar.
Con un personal de diez jardineros, el jardín fue ampliado y mejorado, y en 1948 contuvo casi 400 especies. Sin embargo cayó en negligencia y fue abandonado posteriormente hacia finales de los años sesenta.
El conjunto cubre una superficie de siete hectáreas y se salvó de la especulación inmobiliaria en 1989 gracias al "Conservatoire de l’espace littoral et des rivages lacustres" (Conservatorio del espacio litoral y las orillas lacustres).
Desde esta fecha el jardín ha sido totalmente rediseñado por el paisajista Gilles Clément. Elaboró en este espacio privilegiado un mosáico de jardines de tipo mediterráneo: californiano (cactus, etc), sudafricano, australiano (eucalipto, etc), neozelandés (helechos arborescentes, etc), chileno (cactus, etc)..

## Colecciones
En la actualidad el jardín ha sido reacondicionado en secciones donde se representan:
- Jardín de la América árida - agave, yucca, y cactus.
- Jardín de Australia - regiones semi-desérticas con acacia; tierras cálidas con protea; eucalyptus y otras plantas aromáticas.
- Jardín de California - chaparral, Ceanothus, robles, y pinos; praderas; Joshua trees; Washingtonias.
- Jardín de las Islas Canarias - representa tres de los medioambientes de Tenerife: formaciones rocosas costeras, arbustos termófilos, pinar.
- Jardín de Chile - plantas de la costa, sabana, y las colinas.
- Jardín marino - plantaciones subacuáticas del lecho marino de la Baie du Figuier, incluye una buena plantación de Posidonia.
- Jardín Mediterráneo
- Jardín de Nueva Zelanda - bosque subtropical húmedo con helechos arborescentes y palmas; praderas secas
- Jardín de Sudáfrica - protea, brezo, y plantas de la familia Restionaceae; acacias de espinas; numerosas plantas suculentas incluyendo aloes.
- Jardín de la América subtropical - con especies procedentes del norte de Argentina y del  México subtropical.
- Jardín del Asia Subtropical - en este se incluye bambús Chinos y cycas japonesas.

La pequeña playa de la finca es el punto de partida de un original y pasionante descubrimiento de la vida submarina en el Mediterráneo. Esta visita, acompañada por monitores del Conservatorio, se precede de una presentación de las principales especies marinas susceptibles de encontrarse, de sus especificidades y la mejor manera de reconocerlos en su medio.
Algunas vistas en el "Domaine du Rayol".

Vistas
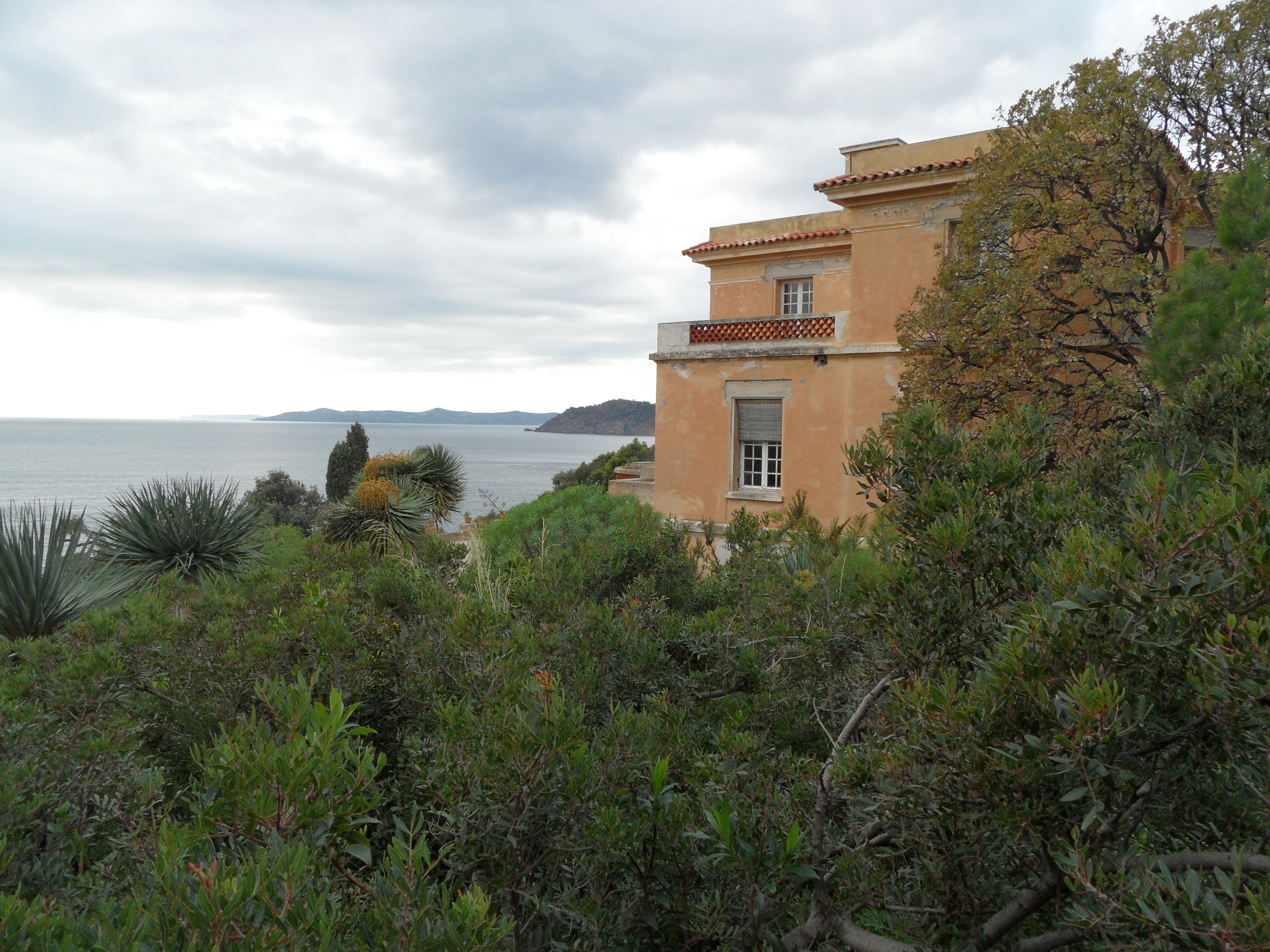
Al borde del mar "Domaine du Rayol".
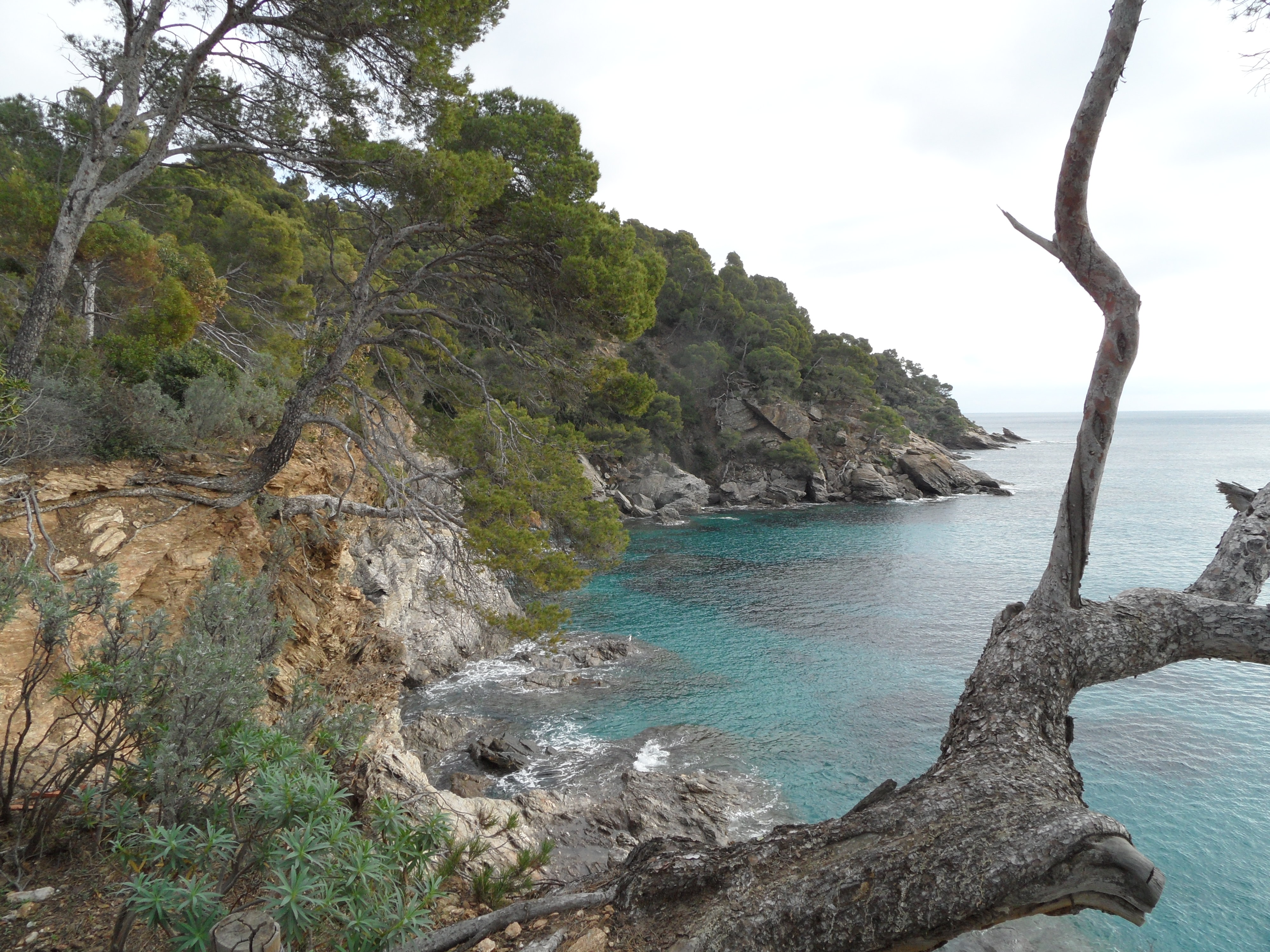
Vista de la costa.
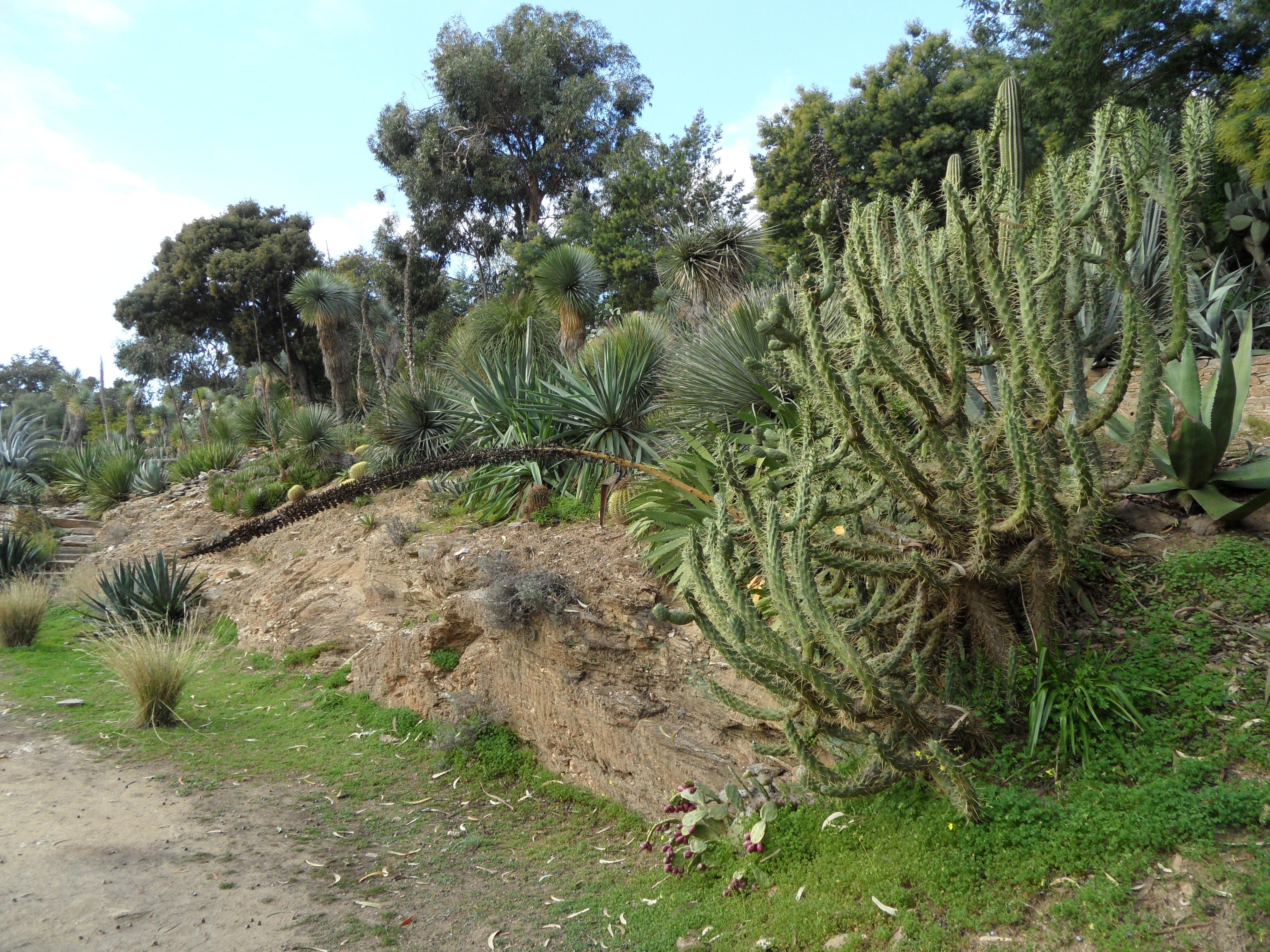
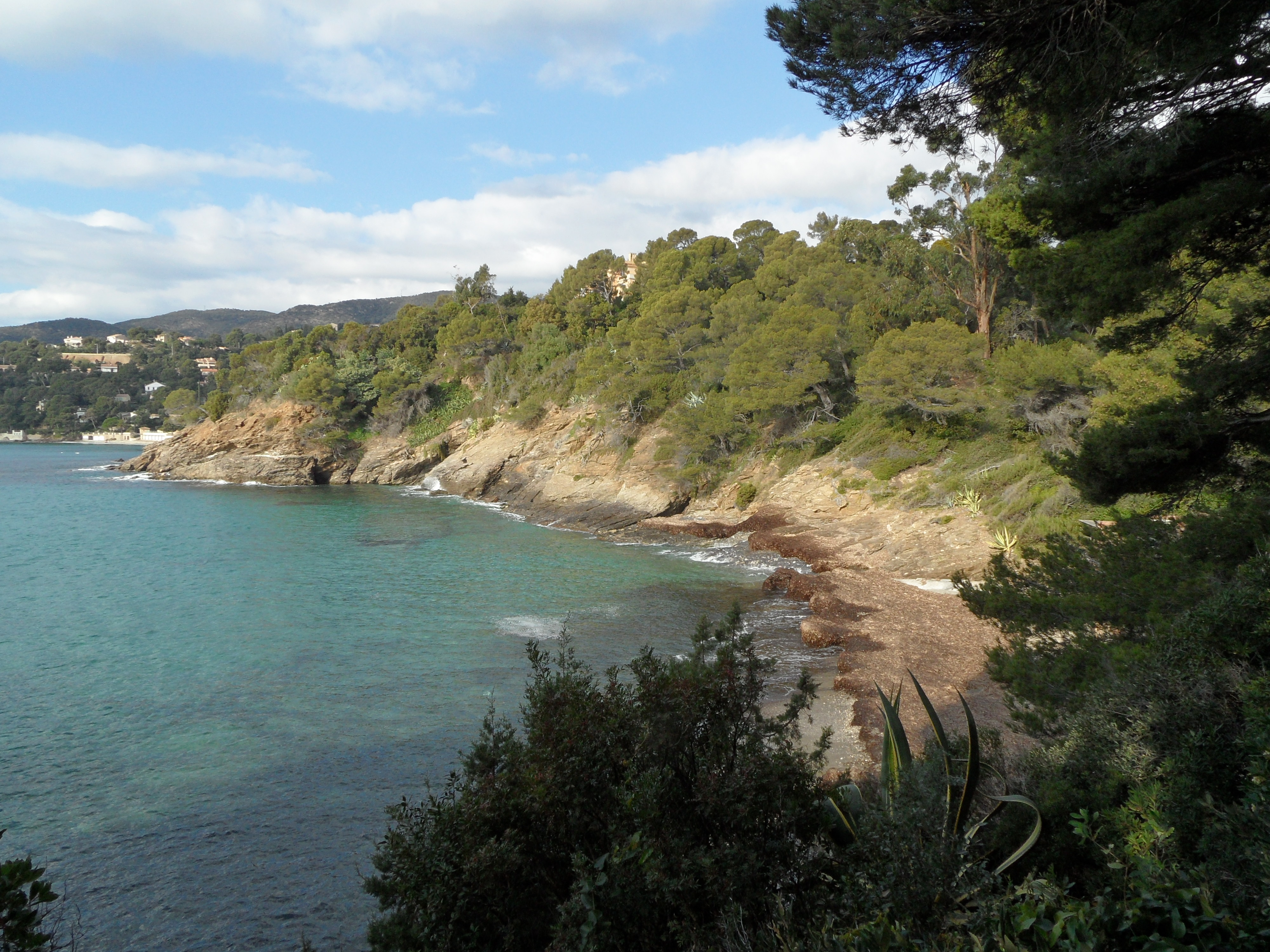
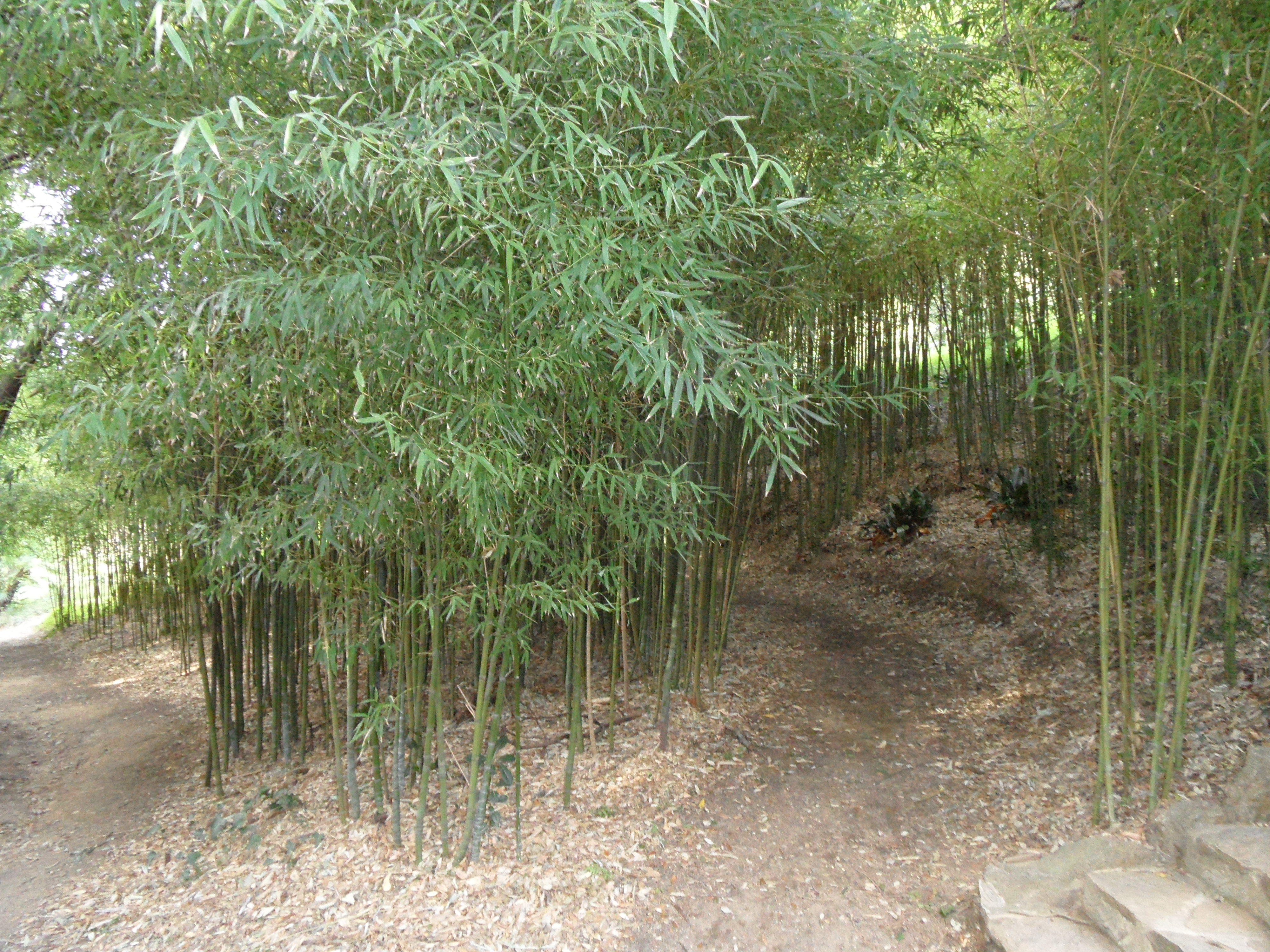